# Tony Asher
Tony Asher is een Amerikaans tekstschrijver die samen met Brian Wilson veel van de nummers van The Beach Boys album Pet Sounds uit 1966 schreef, waaronder klassiekers als "God Only Knows" en "Wouldn't It Be Nice". Asher, die formeel gesproken alleen hielp Wilson's ideeën onder woorden te brengen, had uiteindelijk toch een zekere invloed op het tot stand komen van het album.
Met Asher's eigen woorden: "De algemene teneur van de teksten was altijd van Brian, en de specifieke woordkeus was meestal de mijne. Ik was eigenlijk gewoon zijn tolk."
Om los te komen van de destijds beroemde "Beach Boys sound" (die geassocieerd werd met surfen en auto's) en omdat hij niet meer wilde samenwerken met de tekstschrijvers waar hij eerder mee gewerkt had, belde Wilson Asher, "een copywriter voor advertenties die ik eigenlijk nauwelijks kende", in januari 1966 en binnen tien dagen waren ze begonnen aan wat uiteindelijk Pet Sounds zou worden, een van the Beach Boys' invloedrijkste albums.
Asher's oorspronkelijke tekst voor "Good Vibrations", op de hitsingleversie vervangen door die van Wilson en Mike Love, werd uiteindelijk opnieuw opgenomen en uitgegeven op Brian Wilson Presents SMiLE.